# Синчэн
Синчэ́н (кит. упр. 兴城, пиньинь Xīngchéng) — городской уезд городского округа Хулудао провинции Ляонин (КНР).

## История
В 990 году в этих местах был образован уезд Синчэн. После монгольского завоевания он был расформирован, а при империи Мин здесь был основан Нинъюаньский караул. В 1626 году здесь состоялась битва при Нинъюани, в результате которой китайский гарнизон смог отбить нападение маньчжуров, руководимых Нурхаци. В 1644 году Нинъюань была оставлена китайским гарнизоном по приказу императора, которому требовались войска для обороны столицы от повстанцев Ли Цзычэна, но нинъюаньский гарнизон не успел прибыть до того, как повстанцы взяли Пекин и император покончил жизнь самоубийством. При маньчжурской империи Цин нужда в карауле в этих местах отпала, и Нинъюаньский караул был преобразован в область Нинъюань.
После образования Китайской республики началось упорядочение названий административных единиц в масштабах всей страны. В 1913 году область Нинъюань была преобразована в уезд Нинъюань, а в январе 1914 года, в связи с тем, что уезды с названием «Нинъюань» имелись также в провинциях Шаньси, Хунань, Ганьсу и Синьцзян, уезд Нинъюань был переименован в уезд Синчэн.
В 1932 году эти места были захвачены японцами, и уезд вошёл в состав марионеточного государства Маньчжоу-го, где в 1934 году была образована провинция Цзиньчжоу. После окончания Второй мировой войны и ликвидации Маньчжоу-го уезд вернулся в состав провинции Ляонин.
После образования КНР в 1949 году была создана провинция Ляоси, и уезд вошёл в её состав. В 1954 году провинции Ляоси и Ляодун были объединены в провинцию Ляонин, которая была разделена на «специальные районы», и уезд с 1955 года оказался в составе Специального района Цзиньчжоу (锦州专区). В 1958 году Специальный район Цзиньчжоу был расформирован, а входившие в его состав административные единицы перешли под юрисдикцию властей Цзиньчжоу. В 1965 году Специальный район Цзиньчжоу был образован вновь, но в 1968 году опять был расформирован, а входившие в его состав административные единицы опять перешли под юрисдикцию властей Цзиньчжоу.
В декабре 1986 года уезд Синчэн был преобразован в городской уезд. В 1989 году был образован городской округ Цзиньси (в 1994 году переименованный в Хулудао), и городской уезд Синчэн вошёл в его состав.

## География
Городской уезд Синчэн граничит с районом Лунган на северо-востоке, с районом Ляньшань на севере, с уездом Цзяньчан на западе, с уездом Суйчжун на юго-западе и городским округом Цзиньчжоу на северо-востоке. 

## Административное деление
Городской уезд Синчэн делится на 9 уличных комитетов, 7 посёлков и 12 национальных волостей.

## Экономика

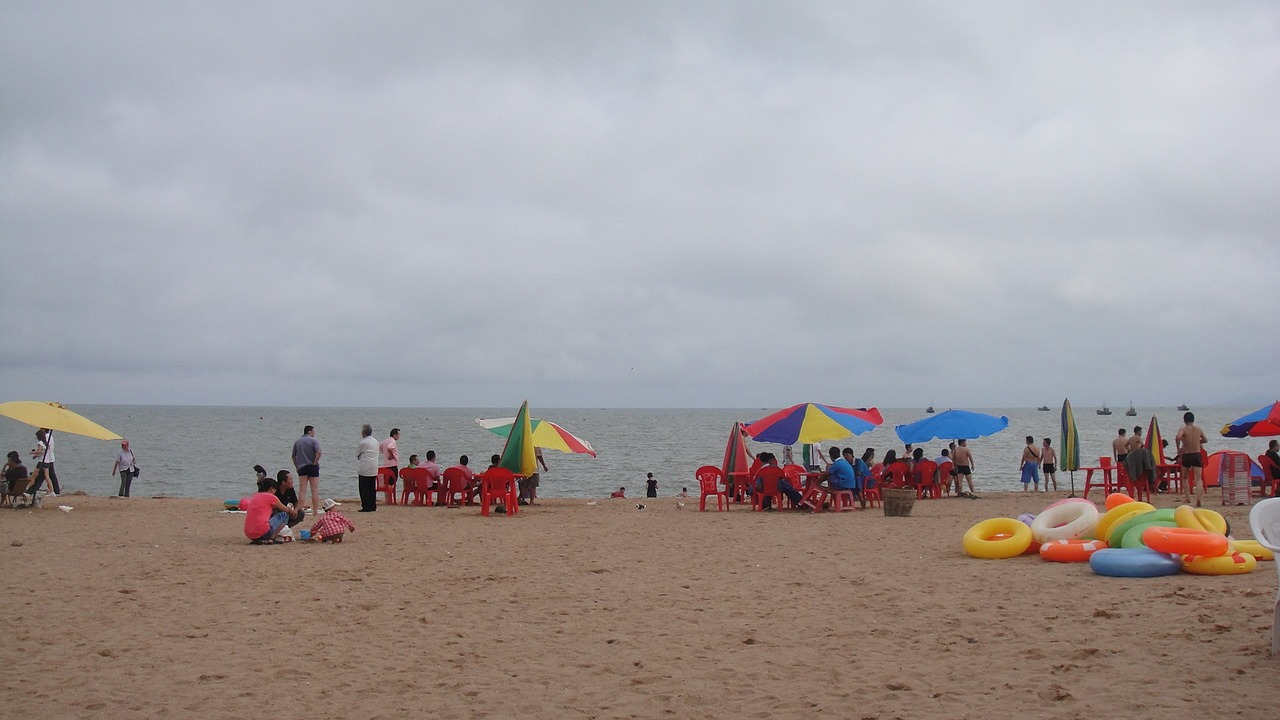
Пляж в Синчэне

В 1980-х годах благодаря туристам, приезжавшим на пляжи Бохайваня, в уезде стало развиваться кустарное производство купальников. Сегодня Синчэн является крупнейшим производителем купальных костюмов в стране (каждый третий купальник в Китае и каждый четвёртый купальник в мире изготовлен в Синчэне). Здесь ежегодно проводится Китайская международная ярмарка купальников — самая авторитетная выставка купальников в мире.
По состоянию на 2021 год в уезде Синчэн насчитывалось 1100 предприятий по производству купальников, из которых 30 были крупными. В индустрии купальников занято более 60 тыс. человек, годовой объём производства составляет 220 миллионов штук, а годовой доход от продаж — 14,1 миллиарда юаней. Продукция из Синчэна экспортируется в более чем 140 стран и регионов мира, в том числе в Россию, США, Южную Корею и Юго-Восточную Азию. Объём экспорта составил более 440 млн долларов (более 25 % от общей доли международного рынка и почти 40 % внутреннего рынка).